# Recurso em sentido estrito
O Recurso em sentido estrito é uma modalidade recursal da processualística penal brasileira, utilizado para desafiar decisões interlocutórias não terminativas. É regido pelo princípio da taxatividade, de modo que apenas poderá ser empregado nas exatas hipóteses previstas em lei, não se admitindo sua interposição por analogia. O recurso deve ser interposto, como regra, no prazo de cinco dias, devendo as contrarrazões serem apresentadas em dois dias, findo os quais conceder-se-á mesmo prazo para as contrarrazões da parte adversa. Após, o recurso junto com as peças essenciais do processo subirão ao tribunal para julgamento. Dotado de efeito iterativo, o recurso admite juízo de retratação, ou seja, que o juiz que prolatou a decisão profira uma nova em substituição da impugnada.